# Jean Françaix
Jean Francaix, född 23 maj 1912, död 25 september 1997 i Paris, var en framstående fransk tonsättare som skrev i många olika genrer. 
Hans produktivitet var hög resulterade i fem operor, 16 baletter, solokonserter för nästan alla instrument, vokalmusik, pianoverk, kammarmusik och filmmusik. 
Hans musik är delikat – med klart melodiska linjer och subtil harmonik. Den har gemensamma drag med musik av Wolfgang Amadeus Mozart, Franz Schubert, Frédéric Chopin och Maurice Ravel.

## Verkförteckning i urval
- Scherzo  för piano  (1932)
- Pianoconcertino  (1932)
- Serenad  för liten orkester  (1934)
- Kejsarens nya kläder, balett  (1935)
- Saxofonkvartett nr.1  (1935)
- Suite carmelite  för orgel  (1938)
- Johannes uppenbarelse, oratorium  (1937-1939)
- Marche solenelle  för orgel  (1957)
- Profan svit  för orgel  (1960)
- Marche triomphale  för orgel och fyra trumpeter  (1980)
- En eklektisk musikvetare tar en promenad  för piano  (1987)
- Messe de mariage  för orgel  (1991)
- Cinq portraits de jeunne filles,  svit för piano
- Eloge till dansen,  svit för piano  (över dikter av Paul Valéry)
- Cinq bis  för piano
- Pianosonat
- Åtta variationer över namnet Johannes Gutenberg  för piano